# Živnostenský list
Živnostenský list býval vydáván živnostenskými úřady jako dokument prokazující oprávnění živnostníka k provádění živnosti.

## Historie
Byl to písemný doklad na ozdobném blanketu o existenci jednoho živnostenského oprávnění k vykonávání podnikatelské činnosti, resp. k vykonávání živnosti fyzickou nebo právnickou osobou. Od 1. ledna 1992 do konce roku 2002 byl vydáván živnostenskými úřady obcí s pověřeným obecním úřadem (pro volné živnosti) a okresními živnostenskými úřady (pro regulované živnosti). Od začátku roku 2003 do konce června 2008 byl vydáván živnostenským úřadem obce s rozšířenou působností. Obsahoval údaje o podnikateli (jméno, příjmení resp. název, rodné číslo, trvalé bydliště, sídlo, identifikační číslo) a o živnostenském oprávnění (předmět podnikání, datum vzniku).

## Současnost
Dne 1. červencem 2008 vešla v účinnost novela živnostenského zákona, zákon č. 130/2008 Sb., kterým se mění zákon č. 455/1991 o živnostenském podnikání (živnostenský zákon). Touto novelou bylo vydávání živnostenských listů zrušeno a bylo nahrazeno vydáváním výpisů z živnostenského rejstříku. Výpis je papírový dokument obsahující stejné údaje jako byly na živnostenském listu s tím rozdílem, že na něm jsou vypsána všechna živnostenská oprávnění podnikatele. Zjednodušila se tak administrativa.